# Ivor Raymonde
Ivor Raymonde (nacido como Ivor Pomerance; Reino Unido, 22 de octubre de 1926-4 de junio de 1990) fue un músico, compositor, arreglista y actor británico, más conocido por sus arreglos musicales rock-orquestales para Dusty Springfield y otros artistas en la década de 1960.

## Vida y carrera
Realizó estudios en la Trinity College of Music, e inicialmente ingresó al campo musical profesional como pianista de jazz y música clásica. Por otro lado, participó en numerosas bandas antes de llegar a ser director musical de la BBC en conjunto con Wally Stott. 
Trabajó como músico de sesión en ciertas ocasiones, interpretando y realizando arreglos, además de trabajar junto a Johnny Duncan, en su One-hit wonder sesentero titulado en inglés: Last Train To San Fernando y con Billy Fury en su sencillo titulado en inglés: Halfway to Paradise; adicionalmente, colaboró con varios trabajos discográficos de Terry-Thomas y trabajó ocasionalmente como actor de reparto junto con Tony Hancock en su programa de TV.
Después de la BBC, se cambió a Philips Records, donde trabajó como productor musical con Frankie Vaughan, Marty Wilde y The Springfields. Luego, cuando Dusty Springfield decidió iniciar su carrera solista en 1963, interpretó una melodía escrita por él, la que llegó a ser el primer gran éxito de ella titulado en inglés: I Only Want To Be With You bajo la producción de Johnny Franz. Continuó trabajando con Dusty Springfield a través de los 60s, así como también, en paralelo, realizaba arreglos musicales y actuaba de productor para The Walker Brothers, Alan Price, Honeybus, Los Bravos y varios otros. 
En la década de 1970 en tanto, trabajó como arreglista y productor de los álbumes pertenecientes al actor Edward Woodward en DJM Records, y posteriormente, trabaja con Ian Dury y Julio Iglesias.